# Kräkning
Kräkning är en magtömning där maginnehållet stöts ut genom munnen. Kräkreflexen utvecklades antagligen som ett försvar mot gifter i mat, men kräkningar kan framkallas av en rad andra saker. Dessa inkluderar olika sjukdomstillstånd som gastrit och hjärntumörer, men även biverkningar av olika läkemedelsgrupper som cellgifter och morfin. Känslan av att behöva kräkas kallas illamående. Illamående föregår oftast, men inte nödvändigtvis, en kräkning, men illamående leder inte alltid till kräkningar. Antiemetika kan ibland behöva användas för att minska illamående och motverka kräkningar.
Avsiktlig aktivering av kräkreflexen förekommer vid sjukdomstillståndet bulimi.

## Läkemedel

### Emetika
Emetika är ämnen som framkallar kräkning. Dessa används ofta vid förgiftningar när maginnehållet behöver tömmas innan toxinerna hinner tas upp av kroppen. En annan tillämpning är denaturering av T-sprit (etanol, som inte är avsedd för förtäring).

### Antiemetika
Läkemedel som förhindrar illamående och kräkning kallas antiemetika. De används ofta för att motverka biverkningar av andra läkemedel. Vissa cellgifter ges till exempel alltid med någon form av antiemetika. Andra användningsområden är som profylax för rörelsesjuka.
Antiemetika har ATC-koden A04A och består av två undergrupper.
- A04AA Serotonin (5HT3)-receptorantagonister
- A04AD Övriga antiemetika

## Kräkning vid förgiftningar
Framkallad kräkning rekommenderas sällan vid förgiftningar i hemmet. Undantaget är om det svalda ämnet är starkt giftigt och det är långt till sjukhus. Kräkning ska inte framkallas utan rekommendation från läkare eller Giftinformationscentralen. Om någon svalt ett frätande ämne är det farligt att framkalla kräkning eftersom ämnet fräter även på vägen upp och kan skada matstrupen, medan magsäcken på grund av magsyrans naturligt låga pH-värde är måttligt känslig för frätskador. Kräkning ska inte heller framkallas när det svalda giftet är någon petroleumprodukt, eftersom det då kan orsaka kemisk lunginflammation. Vid dessa fall ska inte heller aktivt kol ges eftersom kolet i sig kan framkalla kräkning.

## Slanguttryck
Kräkning har flera olika synonymer och slanguttryck, bland andra "spy", "lägga en pizza" och "uppkastning". Det finns även mer målande beskrivningar som att "prata med Ulrik", "mata fiskarna", "be till porslinsguden" och "köra Gustavsbergsbussen" — Gustavsberg är en fabrik som tillverkar bland annat toalettstolar — där man menar att ringen på toalettstolen är ratten.[källa behövs]

## Kräkning hos andra djur än människor
De flesta däggdjur kan kräkas. Ett vanligt exempel på däggdjur som inte kan det är hästar, åsnor och andra hovdjur. Dessa djur har en så stark magmuskel att den inte kan öppnas åt andra hållet. Skulle dessa djur förtära något olämpligt reagerar de istället genom att få kolik, vilken ger kraftiga magsmärtor och i sin yttersta form kan vara dödlig. Därför är det av största vikt att sådana djur får bra föda och att man introducerar nytt hö, ensilage eller gräs med försiktighet. Vissa djur, och framför allt vissa raser, är mer känsliga än andra.
Även råttor och vissa möss saknar möjlighet att kräkas. Deras kroppar kan inte ge de signaler som en kropp normalt ger när ett djur behöver kräkas. På samma sätt som med hästar och åsnor har de dessutom kraftiga muskler som gör det omöjligt att både kräkas och att rapa. För att undvika förgiftning tar råttor och möss endast små matbitar av ett okänt ämne. Därefter väntar de för att se om de börjar må dåligt eller inte. Skulle de må dåligt kommer de ihåg det och undviker ämnet. Ibland kan de även låta en ranglåg råtta testa mat innan de äter det själv.
Katter kräks regelbundet för att bli av med allt hår de slickar i sig vid sin "tvättning". Ugglor med flera fåglar gör sig av med osmältbara delar av sina byten genom kräkning – spybollar.